# Шиннекок-Хилс

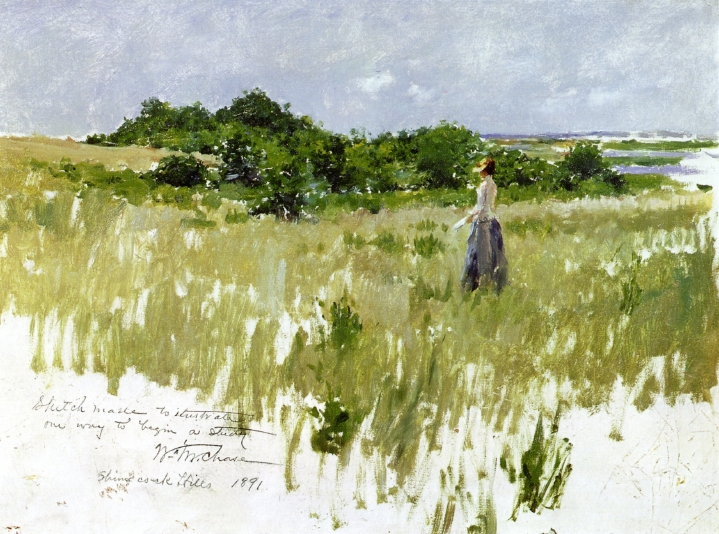
Картина Shinnecock Hills, 1891, Уильям Чейз

Шиннекок-Хилс (англ. Shinnecock Hills) — статистически обособленная местность в округе Саффолк штата Нью-Йорк (США).
Население — 2 188 человек по переписи 2010 года.

## История
Территория Шиннекок-Хилс была объектом судебного разбирательства между государством и индейской организацией Shinnecock Indian Nation.

## Достопримечательности
В Шиннекок-Хилс имеется одноимённый гольф-клуб Shinnecock Hills Golf Club. Здесь были проведены три чемпионата U.S. Open по гольфу в 1986, 1995 и 2004 годах. Здесь планируется проведение чемпионата U.S. Open 2018 года.
На рубеже XIX—XX столетий американский художник и педагог Уильям Чейз создал в Шиннекоке свою летнюю художественную школу.